# Margaret Calvert
Margaret Vivienne Calvert (Sudáfrica, 1936) es una tipógrafa y diseñadora gráfica británica que, con junto a su colega Jock Kinneir, diseñó muchas de las señales de tráfico utilizadas en todo el Reino Unido, las Dependencias de la Corona y los Territorios Británicos de Ultramar, así como la fuente Transport utilizada en las señales de tráficom la fuente Rail Alphabet utilizada en el sistema ferroviario británico y una versión anterior de los letreros utilizados en los aeropuertos. El tipo de letra desarrollado por Kinneir y Calvert se desarrolló aún más en New Transport y se usó para el dominio web único .GOV en el Reino Unido.

## Trayectoria
Nacida en Sudáfrica, Calvert se mudó a Inglaterra en 1950, donde estudió en St Paul's Girls' School y Chelsea College of Art. Kinneir, su tutor allí, le pidió que lo ayudara a diseñar las señales del aeropuerto de Gatwick. Eligieron el esquema negro sobre amarillo para las señales después de investigar la combinación más efectiva. También diseñaron etiquetas de equipaje para Peninsular and Oriental Steam Navigation Company en 1957.
En 1957, Calvert fue contratada para rediseñar el sistema de señalización vial de las carreteras de Gran Bretaña. Ideó pictogramas simples y fáciles de entender, incluidos los letreros de "hombres trabajando" (un hombre cavando), "animales de granja" (basado en una vaca llamada Patience que vivía en una granja cerca de donde ella creció), y 'escolares cerca' (una niña que lleva a un niño de la mano, que dijo que en realidad estaban modelados a partir de ella), utilizando el protocolo europeo de señales triangulares para advertencias y círculos para restricciones obligatorias. El Comité Worboys fue formado por el gobierno británico en julio de 1963 para revisar la señalización en todas las carreteras británicas.
Además de sus señales de tráfico, Calvert diseñó fuentes comerciales para Monotype, incluida la tipografía homónima Calvert, un diseño slab serif que creó en 1980. Se originó en una propuesta de la década de 1970 a la nueva ciudad francesa de Saint Quentin-en-Yvelines para una nueva fuente utilizada en una identidad visual para la promoción de la ciudad. Sin embargo, se rechazaron el tipo de letra slab-serif y las formas de letras tridimensionales. La fuente fue adoptada en la década de 1980 por el sistema de metro de Tyne y Wear, así como por los servicios de autobús y ferry del noreste de Inglaterra.
En 2020, se introdujo una nueva versión de la fuente utilizada en el sistema ferroviario del Reino Unido, Rail Alphabet 2 que fue diseñada en colaboración con Henrik Kubel.
Calvert fue profesora en el Royal College of Art durante casi 40 años y directora de grafismo de 1987 a 1991.

## Reconocimiento
Calvert recibió un título honorífico de la Universidad de las Artes de Londres en 2004.
Apareció en la decimocuarta temporada del famoso programa de automovilismo Top Gear el 3 de enero de 2010. James May la entrevistó en un Opel Insignia de 2009 y habló sobre el proceso de diseño de las señales de tráfico del Reino Unido.
Fue nombrada Royal Designer for Industry for Graphic Design en 2011. En 2015, recibió el Premio del Presidente D&amp;AD.
En 2016, Calvert fue nombrada Oficial de la Orden del Imperio Británico (OBE) durante los Brithday Honours por sus servicios de tipografía y seguridad vial.
En junio de 2018, la Arts University Bournemouth le otorgó una beca honoraria junto con la bailarina Darcey Bussell, la diseñadora de vestuario Jenny Beavan y el director y guionista Edgar Wright.
Una exposición retrospectiva de su trabajo, Margaret Calvert: Woman at Work, se llevó a cabo del 21 de octubre de 2020 al 10 de enero de 2021 en el Design Museum de Londres.

## Galería

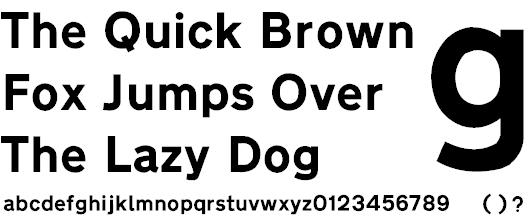
Tipo de letra de transporte, utilizado en señales de tráfico en el Reino Unido y varios otros países
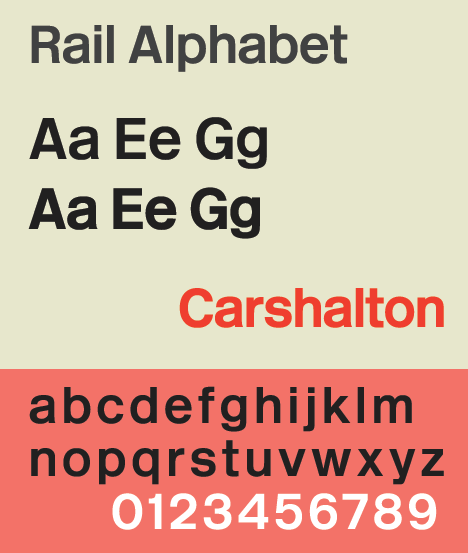
Tipo de letra Rail Alphabet, utilizada en British Rail y anteriormente en el Servicio Nacional de Salud en el Reino Unido
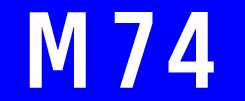
Tipo de letra de autopista, utilizado para la numeración de carreteras en las autopistas del Reino Unido
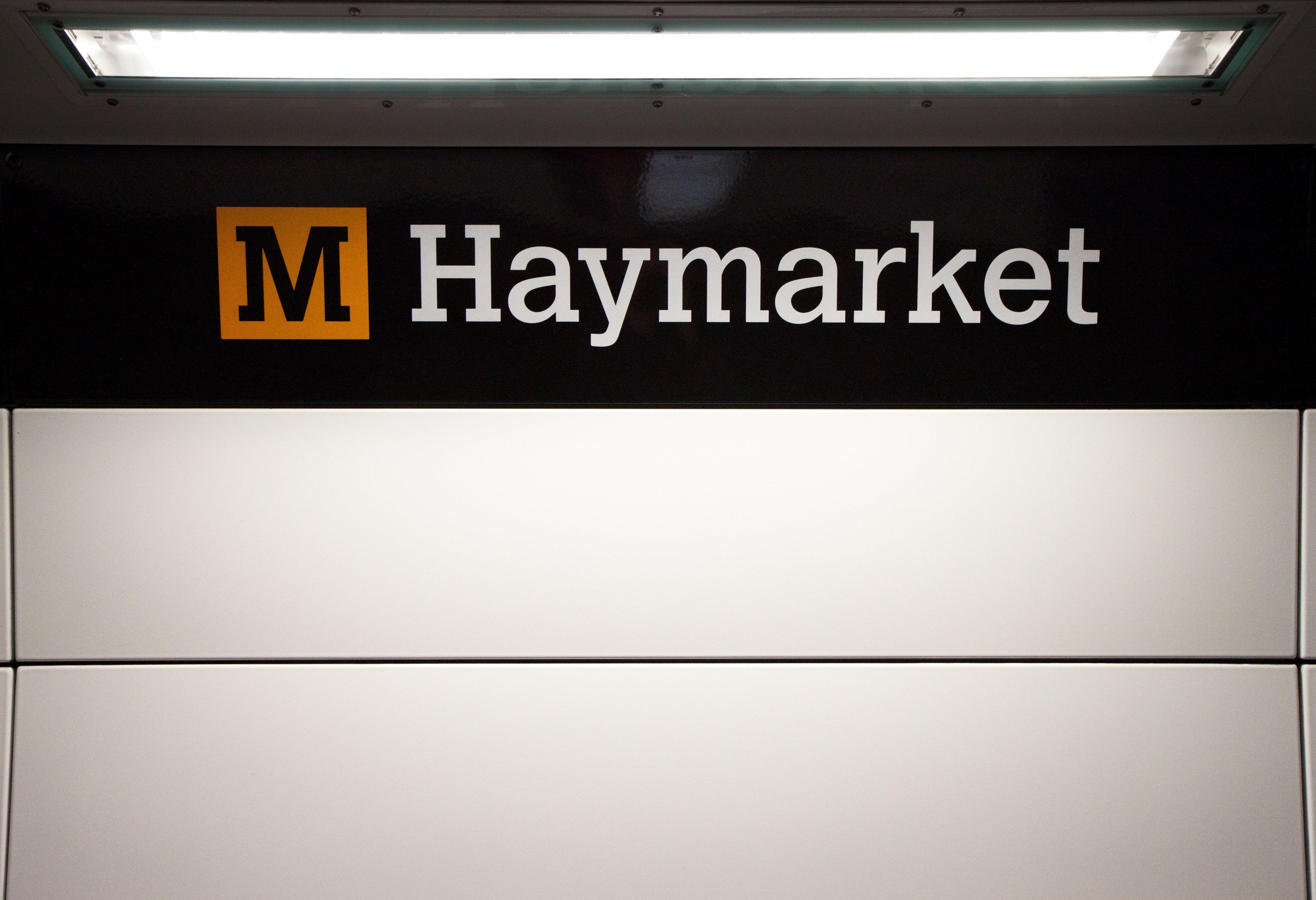
Tipo de letra Calvert, en un letrero de la estación Haymarket en el metro Tyne and Wear
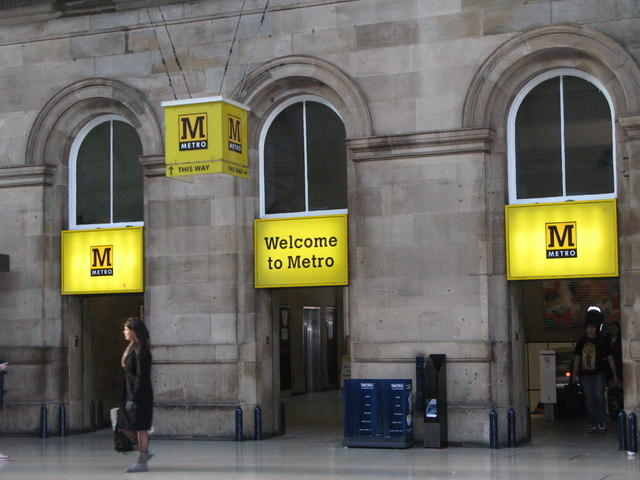
Tipo de letra Calvert en Tyne and Wear Metro
Señal de obras viales utilizada en el Reino Unido, una de las señales pictográficas diseñadas por Calvert antes de la Revisión de Worboys de 1963
Señal de carretera del Reino Unido que advierte de animales de granja, basada en una vaca que Calvert recordaba de su infancia
Señal de tráfico del Reino Unido que advierte sobre animales salvajes, inspirada en las fotografías de animales en movimiento de Eadweard Muybridge .
Señal de tráfico del Reino Unido que advierte sobre la presencia de escolares, una de las señales pictográficas diseñadas por Calvert antes de la Revisión de Worboys de 1963

### Otras lecturas
- MacMillan, Niel (2006). An A–Z of Type Designers. London: Yale University Press. ISBN 9780300111514.